# Mimino
Pour plus de détails, voir Fiche technique et Distribution.
Mimino (en russe : Мимино, géorgien : მიმინო) est un film de procès de comédie soviétique réalisé par Gueorgui Danielia, produit par Mosfilm et Kartuli Pilmi et sorti en 1977, avec Vakhtang Kikabidze et Frounzik Mkrtchian dans les rôles principaux. Le film a remporté le Prix d'Or au 10e Festival international du film de Moscou, en 1977,.

## Synopsis
Le pilote de brousse géorgien Valiko Mizandari, surnommé Mimino, travaille dans de petites compagnies aériennes locales, volant en hélicoptère entre de petits villages. Mais il rêve de piloter les grands avions de compagnies aériennes internationales et se décide de se rendre à Moscou pour suivre son rêve. Là, dans un hôtel, il rencontre le chauffeur arménien de camions Rouben Khachikyan qui a reçu une chambre dans l'hôtel par erreur à la place d'un professeur au nom homonyme et c'est le début de multiples aventures à Moscou.

## Fiche technique
- Réalisation : Gueorgui Danielia
- Scénario : Gueorgui Danielia, Revaz Gabriadze, Victoria Tokareva
- Images : Anatoli Petritski
- Décors : Boris Nemetchek
- Musique : Guia Kantcheli
- Textes des chansons : Evgueni Evtouchenko, Robert Rojdestvenski
- Interprétation des chansons : Vakhtang Kikabidze
- Costumes : Olga Krouchinina
- Son : Evgueni Fiodorov
- Société de production : Mosfilm, Kartuli Pilmi
- Format : 1.37 : 1 - Mono - Couleur
- Durée : 97 minutes
- Sortie :
  - juillet 1977 (Festival du film de Moscou)
  - 27 mars 1978 (en salle)

## Distribution
- Vakhtang Kikabidze : Mimino (Valiko Mizandari) (comme Buba Kikabidze)
- Frounzik Mkrtchian : Roubik (Rouben Khachikyan) (comme Frunzik Mkrtchyan)
- Elena Proklova : Larisa Ivanovna Komarova
- Evgueni Leonov : Volokhov
- Kote Dauchvili : Grand-père (comme Konstantin Dauchvili)
- Ruslan Mikaberidze : Guivi Ivanovitch (comme Ruslan Mikaberidze)
- Zakro Sakhvadze : Varlaam
- Marina Dyuzheva : l'avocate (comme Mariya Dyuzheva)
- Rusiko Morcheladze : Lali
- Archil Gomiachvili : Papichvili
- Mikaela Drozdovskaya : Anastasiya Papishvili (comme M. Drozdovskaya)
- Aleksey Alekseev : Prosecteur (comme A. Alekseev)
- Vladimir Basov : Sinitsyn (comme V. Basov)
- Valentina Titova : femme de Sinitsyn (comme V. Titova)
- Borislav Brondukov : Passager d'hélicoptère de Mimino (comme B. Brondukov)
- Zeinab Botsvadze : Ekaterina Mizandari (comme Z. Butsvadze)
- Mikhail Vaskov : (comme M. Vaskov)
- Pavel Vinnik : l'ami de Papichvili (comme P. Vinnik)
- Sofya Garrel : la vieille dame dans l'avion
- Lyudmila Gavrilova : Administrateur au Congrès d'Endocrinologistes (comme L. Gaziyeva)
- Nikolaï Grabbe : l'ami de Volokhov (comme N. Grabbe)
- Zaza Kolelishvili : Tarklo Chepherd (comme Z. Kolelishvili)
- Leonid Kouravliov : Professor Khachikyan (comme L. Kuravlyov)
- Eduard Izotov : Vladimir Nikolaïevich (comme E. Izotov)
- Saveli Kramarov : criminel condamné dans la cour du tribunal (comme S. Kramarov)
- Abesalom Loria : Vano - Radio Operator in Tarklo (comme A. Loriya)
- Vladimir Protasenko : Valery, le vieil ami de Mimino (comme V. Protasenko)
- Vladimir Nikitin : Igor - le pilot (comme V. Nikitin)
- Anatoliy Ivanov : Compagnon de Rubik (comme A. Ivanov)
- Tatyana Rasputina : femme dansant la lezginka
- Marina Polyak : serveuse Katya Ryabtseva (comme M. Polyak)
- Karlo Sakandelidze : Expéditeur Tsintsadze (comme K. Sakandelidze)
- Nadezhda Sementsova : Employée d'Aeroflot (comme N. Sementsova)
- Ipolite Khvichia : Kukuch - Cap Salesman (comme I. Khvichiya)
- Vasili Chkhaidze : Aristophanes - peintre en bâtiment (comme V. Chkhaidze)
- Viktor Shulgin : Officier d'Aeroflot (comme V. Shulgin)
- Tamari Tvaliachvili : Tante Domna - la vieille dame avec une vache (comme T. Tvaliashvili)
- Rezo Khobua : (comme R. Khobua) (seulement crédité)
- Raïssa Kourkina : juge (non créditée)

## Prix et récompenses
- 1977 - Prix d'or du Festival international du film de Moscou 1977 pour Gueorgui Danielia.
- 1978 - Prix pour la meilleure comédie au XIe Festival international du film d'Erevan.
- 1978 - Prix d’État de l'URSS pour Danielia, Kikabidze et Mkrtchian.
- 1979 - Prix Laceno d'oro (it) au Festival du film de Avellino.